# George Reeves
George Reeves, właściwie George Keefer Brewer (ur. 5 stycznia 1914 w Woolstock, zm. 16 czerwca 1959 w Beverly Hills) – amerykański aktor. Wystąpił w roli Supermana w serialu Przygody Supermana (Adventures of Superman, 1952–1958). 

## Życiorys

### Wczesne lata
Urodził się w Woolstock, w stanie Iowa, pięć miesięcy po ślubie swoich rodziców, Helen Lescher, która była pochodzenia niemieckiego, i Donalda Carla „Dona” Brewera, aptekarza. Jego rodzice rozwiedli się kilka miesięcy później. W tym czasie Reeves i jego matka przeprowadzili się do jej domu w Galesburg w Illinois. Tam jego matka poślubiła Franka Bessolo, który w 1927 ostatecznie adoptował chłopca. To małżeństwo również skończyłoby się rozwodem. 
Młody Brewer, obecnie Bessolo, przyjął nazwisko swojego ojczyma, uczęszczał do Pasadena Junior College w Pasadenie, w Kalifornii. Lubił występować, śpiewać i grać na gitarze. W 1934 zajął się amatorskim boksem. W 1935 związał się z zespołem teatralnym Pasadena Community Playhouse. Tam poznał aktorkę Ellanorę Needles, którą poślubił 21 września 1940. 16 października 1950 doszło do rozwodu.

### Kariera
Dla kina został odkryty przez hollywoodzkiego reżysera castingów, Maxwella Arnowa. Wkrótce podpisał kontrakt ze studiem Warner Bros., od którego otrzymał pseudonim artystyczny George Reeves. Po raz pierwszy pojawił się w filmie jako Stuart Tarleton, były adorator Indii Wilkes (Alicia Rhett), wielbiciel Scarlett (Vivien Leigh) i brat Brenta (Fred Crane) w melodramacie Victora Fleminga Przeminęło z wiatrem (1939). W 1939 wystąpił w melodramacie wojennym Lloyda Bacona Szpiegowski agent (Espionage Agent) jako sekretarz Warringtona, dramacie przygodowym Druzgocący pieniądz ringowy (Smashing the Money Ring) w roli obserwatora procesu z Ronaldem Reaganem, dramacie Na kostiumowej paradzie (On Dress Parade) jako żołnierz południa w namiocie i melodramacie Michaela Curtiza Cztery żony w roli laboranta badającego krew.
W ciągu następnych 10 lat Reeves pojawił się w wielu nijakich filmach, aż do swojej głównej roli podporucznika Johna Summersa w melodramacie wojennym Bohaterki Pacyfiku (So Proudly We Hail!, 1943) z Claudette Colbert. Film z 1943 był hitem, ale patriotyczny Reeves czuł się zmuszony służyć swojemu krajowi i zawiesić karierę, aby zaciągnąć się do wojska. Dołączył do działu rozrywki Army Air Corps, nakręcił wiele filmów szkoleniowych, a nawet, stacjonując w Nowym Jorku, pojawił się na Broadwayu w roli porucznika Thompsona w sztuce Skrzydlate zwycięstwo (Winged Victory, od 20 listopada 1943 do 20 maja 1944) i jako James Carroll w spektaklu historycznym Yellow Jack (premiera: 7 kwietnia 1944). 
Po zakończeniu II wojny światowej Reeves powrócił do Kalifornii w 1945. Udało mu się zdobyć role w niskobudżetowych nieudanych produkcjach tzw. klasy B takich jak Grzmot w sosnach (Thunder in the Pines, 1948) czy Bogini dżungli (Jungle Goddess, 1948). W 15-odcinkowym serialu wyprodukowanym przez wytwórnię Columbia Pictures Przygody Sir Galahada (The Adventures of Sir Galahad, 1949) wystąpił w tytułowej roli Galahada. W dramacie wojennym Freda Zinnemanna Stąd do wieczności (1953) został obsadzony w roli sierżanta Maylona Starka. Od 19 września 1952 do 28 kwietnia 1958 grał postać Supermana/Clarka Kenta w familijnym serialu fantastycznonaukowym Przygody Supermana (Adventures of Superman, który okazał się najpopularniejszym serialem telewizyjnym pierwszej połowy lat 50.

## Śmierć
16 czerwca 1959 w Beverly Hills, w stanie Kalifornia George Reeves wraz z narzeczoną Leonor Lemmon przyjmowali gości w swoim domu. Reeves poszedł wcześniej spać, ale jeszcze raz pojawił się w salonie swojego domu, by poskarżyć się na hałas trwającego właśnie przyjęcia. Według świadków wypił jednego drinka i udał się z powrotem do sypialni. Tam właśnie policja znalazła jego zwłoki – na łóżku, z pistoletem w ręku i śmiertelną raną postrzałową głowy. Według policji, która przybyła na miejsce zdarzenia, Reeves popełnił samobójstwo strzałem z pistoletu. Szybko jednak pojawiły się wątpliwości, bo świadkowie składali sprzeczne zeznania, dodatkowo będąc pod wpływem alkoholu, a ślady nie zostały odpowiednio zabezpieczone (nie zdjęto odcisków palców z rewolweru). Dodatkowo w podłodze znaleziono kolejne dwie kule z tej samej broni, od której zginął Reeves, chociaż świadkowie słyszeli tylko jeden wystrzał. 
Śmierć George’a Reevesa w wieku 45 lat od postrzału jest kontrowersyjna; niektórzy uważają, że został zamordowany lub był ofiarą przypadkowej strzelaniny, ponieważ dochodzenie przyczyn jego śmierci zostało zakończone szybciej niż normalnie, a oficjalnym werdyktem było samobójstwo. W 1960 George Reeves otrzymał pośmiertnie gwiazdę w Alei Gwiazd w Los Angeles, a w 1985 znalazł się na liście 50 zasłużonych osób ze świata komiksu i filmu opublikowanej w specjalnym komiksie Fifty Who Made DC Great.
W samobójstwo od początku nie wierzyła jego matka. Wynajęła prywatnego, znanego detektywa Milo A. Speriglio, i odkryła, że Reeves miał romans z Toni Lanier, żoną jednego z szefów studia MGM – E.J. Mannixa, a ten miał związek z mafią. Dlatego istnieją przypuszczenia, że Reevesa mogła zabić narzeczona Leonora Lemmon, w momencie gdy dowiedziała się, że George zerwał zaręczyny, lub że dokonała tego z zazdrości kochanka Toni Mannix, z którą się rozstał. Według innej z teorii śmierć Reevesa była nieszczęśliwym wypadkiem podczas gry w rosyjską ruletkę, w którą aktor lubił bawić się pod wpływem alkoholu. Według kolejnej serii plotek Reeves miał zginąć też z rąk swojej narzeczonej Leonore Lemmon, która potem zwyczajnie nie przyznała się do winy. Ciało Reevesa zostało poddane autopsji dwukrotnie – za drugim razem na życzenie jego matki i adwokata Jerry’ego Gieslera. Podczas obu sekcji stwierdzono ślady charakterystyczne dla samodzielnie zadanej rany postrzałowej. Giesler uznał te wyniki za wystarczające i sprawa została zamknięta. Do dziś trwają kontrowersje, czy Reeves popełnił samobójstwo, czy został zamordowany, a George Reeves spoczął w mauzoleum na cmentarzu w miejscowości Altadena w Kalifornii.

## W kulturze popularnej
W 2006 powstał dramat kryminalny Allena Coultera Hollywoodland, z udziałem Bena Afflecka w roli Reevesa, Adriena Brody jako fikcyjnym śledczym i Diane Lane, luźno oparty na zeznaniach autorstwa znanego w USA detektywa Milo A. Speriglio, który prowadził śledztwo w sprawie śmierci Reevesa. Film sugeruje trzy możliwe scenariusze: przypadkowe zastrzelenie przez Lemmon, morderstwo przez bezimiennego zabójcę na rozkaz Eddiego Mannixa i samobójstwo.